# 도열병균
도열병균(稻熱病菌, rice blast fungus)은 식물에 기생하는 진균이다. 도열병균은 서로 교잡되지 않는 두 개 이상의 종이 섞여 있는 은성종복합체임이 밝혀져 있다. 그중 바랭이에게서 분리되는 균종을 M. grisea라 하고, 벼에서 분리되는 나머지 균종을 M. oryzae라 한다.
도열병균종복합체의 균종들은 벼, 밀, 보리, 호밀, 진주조, 벼 등 주요 곡물에 치명적인 질병인 열병(熱病, blast disease)을 일으키며, 특히 벼(稻: 도)에게 걸릴 경우 도열병(稻熱病, rice blast)이라 한다. 도열병은 매년 쌀 생산량의 주요 하락 원인일 정도로 벼농사에 치명적인 질병이며, 매년 6000만 명이 먹을 수 있는 쌀을 파괴한다. 열병은 전세계 85개국에서 창궐하는 것으로 알려져 있다.